# Neel Verdoorn
Neel Verdoorn (1962) is een Nederlands choreograaf.

## Biografie
Verdoorn studeerde dans aan de Rotterdamse Dansacademie. Zij begon haar professionele loopbaan bij Reflex en Djazzex.
Zij bekwaamde zich in de choreografie en maakte onder andere choreografie voor dansgroep Krisztina de Châtel, Korzo producties Den Haag, voor het Budapest Tancszinhaz, het Hongaarse Ballet Pesc, maar ook voor het Scapino Ballet en het Italiaanse Aterbaletto.
Ook doceert zij als gastdocent aan Codarts en ArtEZ.
In 2016 won zij de Dans Publieksprijs voor het jaar 2015 voor haar choreografie Crazy Blues. Dit stuk werd, net als het latere Silent Songs, begeleid door een zangstem, in dit geval met zang door Joy Wielkens.

## Choreografieën (selectie)
- Silent songs – Internationaal Danstheater, 2015/2016, met liederen van Valentin Silvestrov en pianomuziek van Simeon ten Holt, Gyorgi Ligeti, John Cage en Dave Maric
- Sisters, Korzo producties op muziek van Thomas Bouvy[3]
- Mannen van de tango – Internationaal Danstheater, 2013[1]
- Sin despididas – Codarts/VPRO vrije geluiden, 2012[1]
- Labyrinth – Fontys Dansacademie, 2011[1]
- Embrace – Scapino Ballet Rotterdam, 2007[1]
- Nomad Club, Krisztina de Châtel, 2002[4]

## Ander werk
De dansfilm uit 1998, I want you, not the money, werd uitgezonden door de voormalige Nederlandse Programma Stichting en door de BBC. Regisseur van deze film was Paula van der Oest.